# Madambakkam (Kanchipuram)
Madambakkam es una ciudad censal situada en el distrito de Kanchipuram en el estado de Tamil Nadu (India). Su población es de 11673 habitantes (2011). Se encuentra a 27 km de Chennai y a 56 km de Kanchipuram. Forma parte del área metropolitana de Chennai.

## Demografía
Según el censo de 2011 la población de Madambakkam era de 11673 habitantes, de los cuales 5863 eran hombres y 5810 eran mujeres. Madambakkam tiene una tasa media de alfabetización del 87,59%, superior a la media estatal del 80,09%: la alfabetización masculina es del 92,65%, y la alfabetización femenina del 82,45%.